# کولسالوتی
کولسالوتی (به ایتالیایی: Collesalvetti) یک کومونه در ایتالیا است که در استان لیورنو واقع شده‌است.

## خصوصیات
کولسالوتی ۱۰۹٫۶ کیلومترمربع مساحت و ۱۶٬۱۴۹ نفر جمعیت دارد و ۴۰ متر بالاتر از سطح دریا واقع شده‌است.

## خواهرخوانده
شهر گارشینگ ان در آلتس خواهرخواندهٔ کولسالوتی هست.